# Amanecer

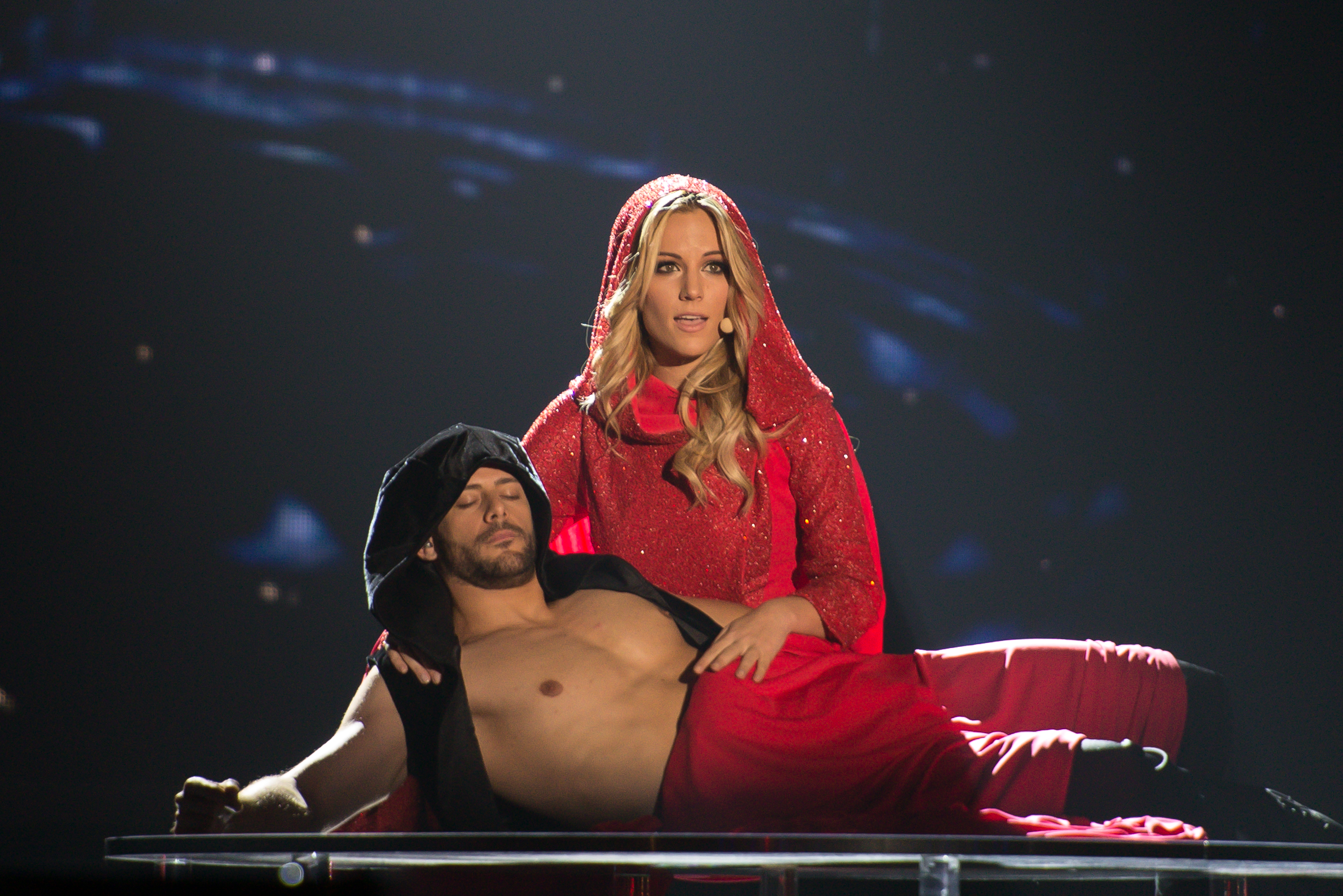
Edurne op het songfestival

Amanecer (Nederlands: Dageraad) is een Spaanstalige single van de Spaanse zangeres Edurne. Het is intern door de TVE verkozen tot de Spaanse inzending voor het Eurovisiesongfestival 2015 in Wenen, Oostenrijk. Aangezien Spanje deel uitmaakt van de "Big Five", was Edurne automatisch geplaatst voor de finale op 23 mei 2015. Het nummer is geschreven door de Spaans-Zweedse Tony Sánchez-Ohlsson en de Zweden Peter Boström en Thomas G:son.
Op het Eurovisiesongfestival haalde het lied 15 punten, wat de 21ste plaats op 27 deelnemers opleverde.

## Hitnoteringen
| Hitlijst            | Hoogste positie |
| ------------------- | --------------- |
| Spanje (PROMUSICAE) | 3               |